# Стари Зденковац
Стари Зденковац је насељено место у општини Чаглин, у Славонији, Република Хрватска.

## Историја
До нове територијалне организације место је припадало бившој великој општини Славонска Пожега.

## Становништво
Насеље је према попису становништва из 2011. године имало 33 становника.
| Националност       | 1991.       |
| Хрвати             | 56 (88,88%) |
| Срби               | 5 (7,93%)   |
| Југословени        | 0           |
| остали и непознато | 2 (3,17%)   |
| Укупно             | 63          |